# Lot bierny

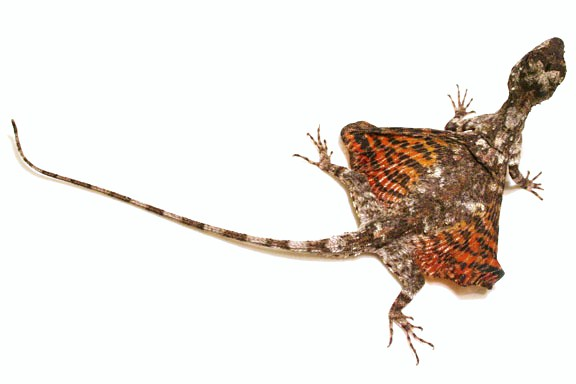
Draco latający (Draco volans)

Lot bierny polega na wykorzystaniu przez zwierzę nieruchomych płaszczyzn nośnych ciała. Duże płaskie powierzchnie umożliwiają przemieszczanie się (np. przedłużanie skoków pomiędzy drzewami lotem ślizgowym) lub utrzymywanie się w powietrzu lotem szybowcowym przy niskim wydatku energetycznym. Niektóre zwierzęta wykorzystują przy tym wstępujące prądy powietrzne. Do ptaków latających w ten sposób należą bocianowate. Lot bierny wykorzystują wiewiórki, latawce, jaszczurki z rodzaju Draco oraz niektóre ciężkie ptaki (kaczka domowa, kura, indyk).